# Bonus Track Entretenimento
Bonus Track Entretenimento é uma empresa de entretenimento brasileira especializada na produção de eventos artísticos, corporativos e na gestão de carreiras musicais. Fundada em 18 de setembro de 2003, a empresa foi fundada por Luiz Oscar Niemeyer e Luiz Guilherme Niemeyer.

## História
Em 2003, a Bonus Track foi fundada no Rio de Janeiro por Luiz Oscar Niemeyer e Luiz Guilherme Niemeyer, destacando-se no cenário de eventos musicais e culturais no Brasil.
Em 2006, a produtora realizou um dos eventos mais emblemáticos da música no país: o show gratuito dos Rolling Stones na Praia de Copacabana. O espetáculo reuniu mais de 1 milhão de pessoas, sendo reconhecido como um dos maiores shows ao ar livre do mundo.
Nas décadas de 2000 e 2020, a Bonus Track trouxe ao Brasil artistas de renome, como Beyoncé, Rihanna, Elton John, Miley Cyrus, Coldplay, Bob Dylan e Eric Clapton. Também organizou eventos notáveis, como o encontro de Stevie Wonder com Gilberto Gil no Rio de Janeiro, ampliando sua atuação no mercado internacional.
Em 2022, lançou o MITA Festival, realizado anualmente em São Paulo e no Rio de Janeiro. A edição inaugural contou com atrações como Gorillaz e The Kooks, consolidando o festival como uma adição significativa ao cenário de eventos culturais.
No ano de 2023, a produtora esteve à frente de turnês de artistas como Paul McCartney, que percorreu cinco cidades brasileiras e incluiu um show no Maracanã, 33 anos após seu recorde de público no mesmo local. Em âmbito nacional, produziu as turnês “Capital Inicial 4.0” e “Titãs Encontro”, além do festival Doce Maravilha, com foco na música brasileira contemporânea.
Ainda em 2023, a Bonus Track assumiu a reconstrução e administração do espaço cultural Canecão, no Rio de Janeiro, e firmou uma parceria com a MangoLab para integrar estratégias criativas e gestão digital.
Em 2024, organizou evento Todo Mundo no Rio, que contou com o show de Madonna na Praia de Copacabana como parte da "Celebration Tour". O evento reuniu milhares de fãs e se tornou um dos marcos do entretenimento ao vivo no Brasil naquele ano.
Em maio de 2025, organizou a segunda edição do evento Todo Mundo no Rio, onde a cantora norte-americana Lady Gaga realizou um show gratuito na praia de Copacabana, Rio de Janeiro. O evento contou com mais de 2,1 milhões de espectadores no local e bateu o recorde de maior público de uma cantora mundialmente.

## Casas de show
| Nome    | Cidade         |
| ------- | -------------- |
| Canecão | Rio de Janeiro |